# Мил семеен скандал
„Мил семеен скандал“ е българска телевизионна новела от 1987 година на режисьора Нина Минкова. Новелата е по произведение на Кирил Василев.

## Сюжет
Скандалът е само конкретен повод, мимолетна изява на афектно състояие, в което излизат наяве недоразумения, наслоявани с години, противоречия между поколенията, компромиси, кариееристично мислене, нравствена корупция....

## Актьорски състав
| Роля | Изпълнител        |
| ---- | ----------------- |
|      | Ани Бакалова      |
|      | Георги Гайтаников |
|      | Росен Сиромахов   |
|      | Светлана Жечева   |